# تریومف تی‌آر۵
تریومف تی‌آر۵ (Triumph TR۵) خودرویی است که در سال‌های ۱۹۶۷–۱۹۶۸ توسط شرکت انگلیسی تریومف موتور تولید شده‌است.
این خودرو در کلاس خودرو اسپورت قرار گرفته، طول آن در حالت طبیعی ۳٫۹۰۲ متر (۱۲٫۸۰ فوت)، عرض آن در حالت طبیعی ۱٫۴۷۰ متر (۴ فوت ۹٫۸۷ اینچ) و ارتفاع آن در حالت طبیعی ۱٫۱۷۰ متر (۳ فوت ۱۰٫۰۶ اینچ) است.
موتور آن ۲۴۹۸ سی‌سی است.

## نگارخانه

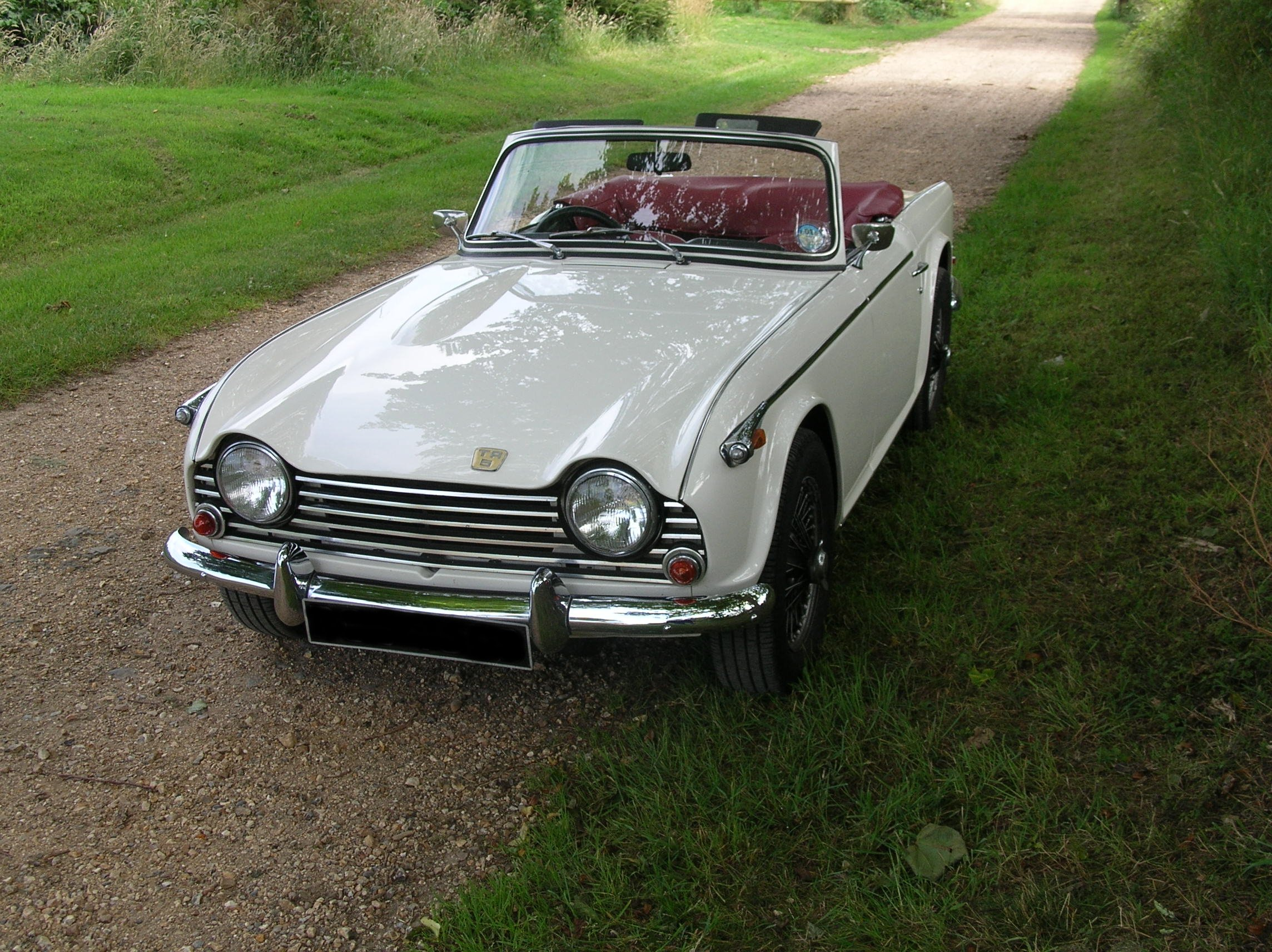
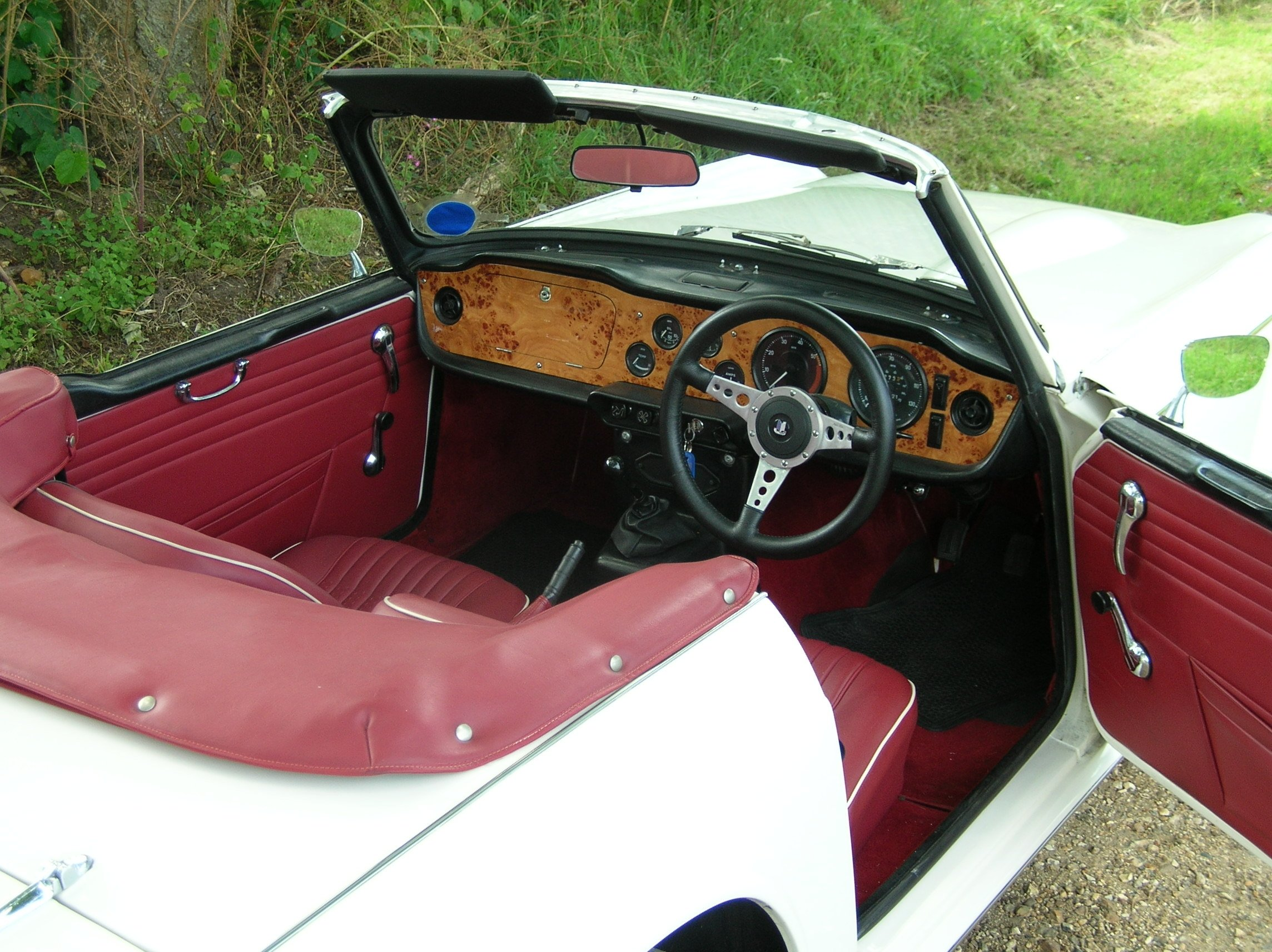
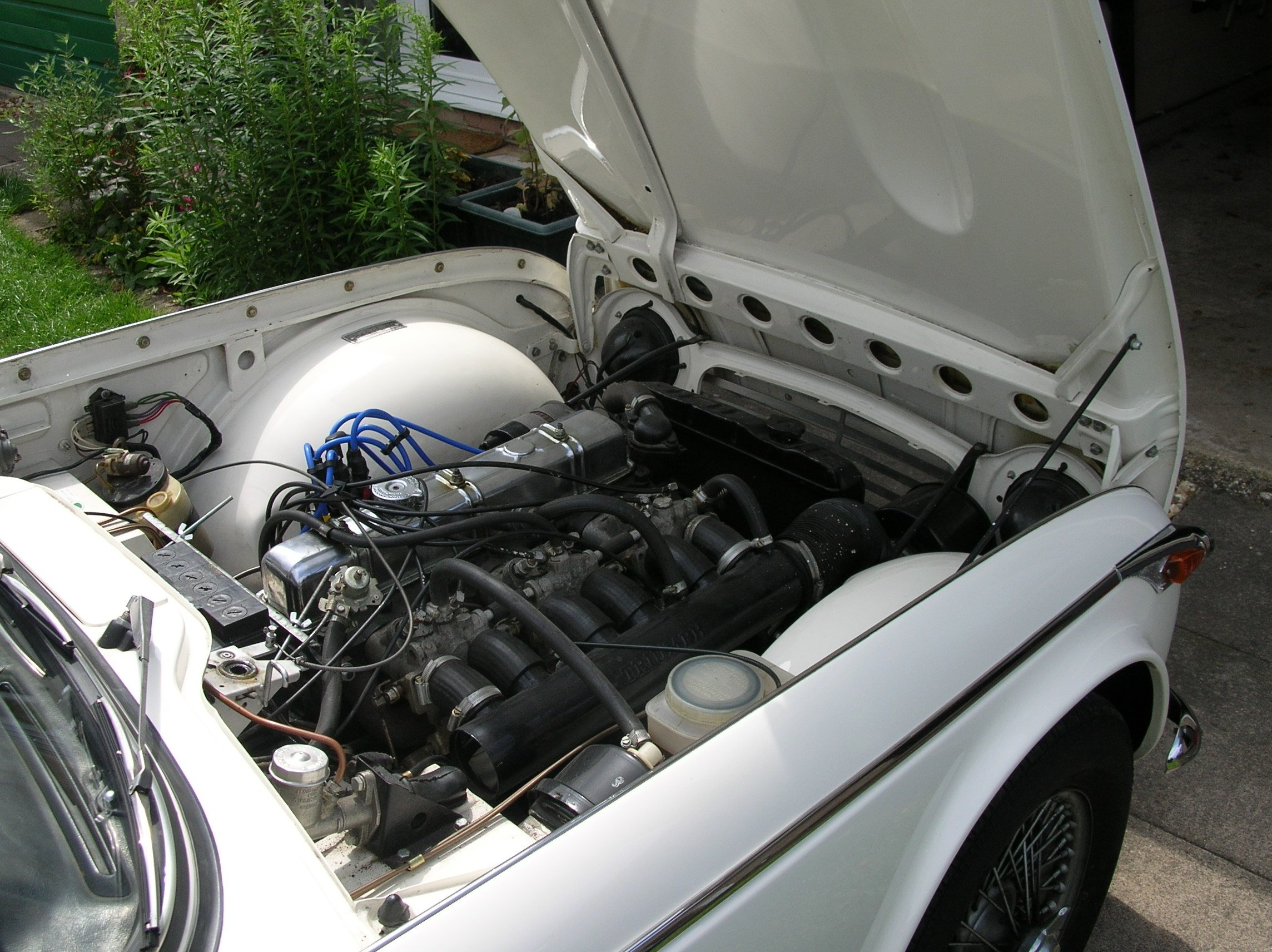
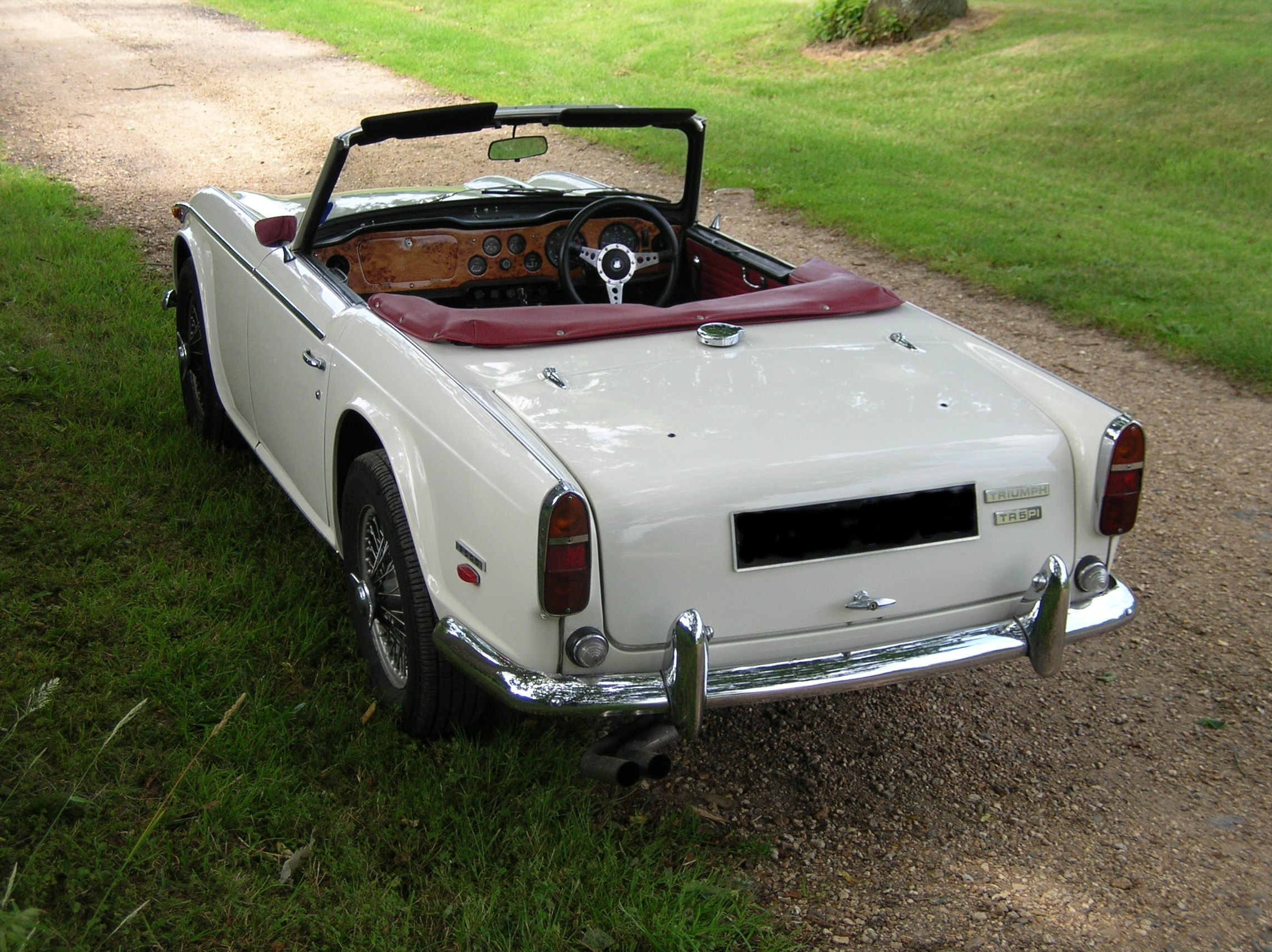
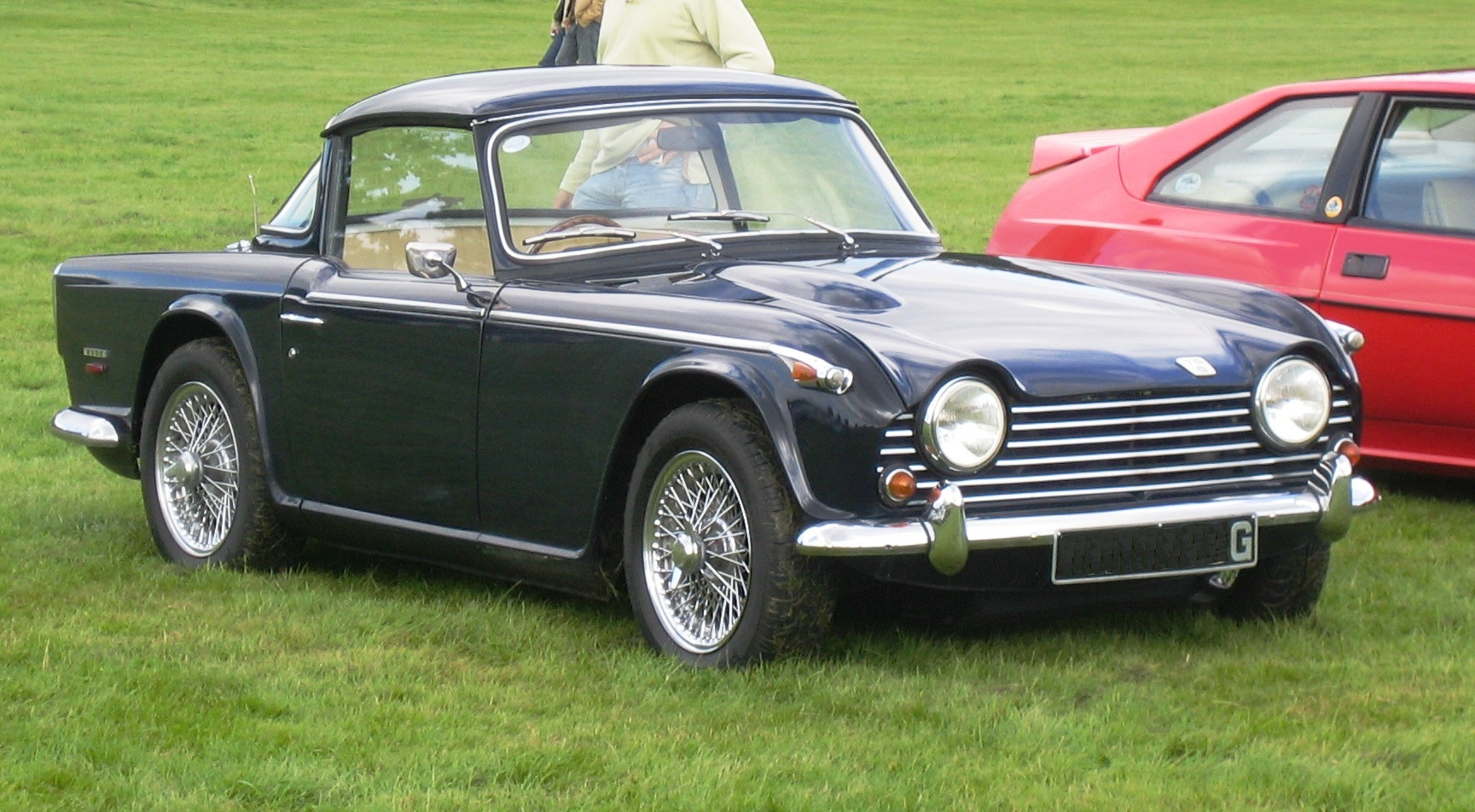